# ياسون أوست
ياسون اوست (بالهولندية: Jason Oost)‏ (10 أكتوبر 1982 بلاهاي في هولندا - ) هو لاعب كرة قدم هولندي في مركز الهجوم. لعب مع آر كي سي فالفيك ودي غرافشاب وسبارتا روتردام وفاينورد وفي في في فينلو ونادي إكسلسيور ولوميل يونايتد والمير سيتي.

## روابط خارجية
- ياسون أوست على موقع قاعدة بيانات كرة القدم.إي يو (الإنجليزية)
- ياسون أوست على موقع Soccerway.com (الإنجليزية)
- ياسون أوست على موقع عالم كرة القدم.نت (الإنجليزية)